# Lucas Bitencourt
Pour les articles homonymes, voir Bitencourt.
Lucas de Souza Bitencourt (né le 12 mars 1994 à Nova Odessa) est un gymnaste artistique brésilien.

## Carrière
Il est médaillé d'argent par équipes aux Jeux sud-américains de 2014 et aux Jeux panaméricains de 2015.